# آندوهاجانگو
آندوهاجانگو (به لاتین: Andohajango) یک منطقهٔ مسکونی در ماداگاسکار است که در ماندریتسارا واقع شده‌است. آندوهاجانگو ۱۳٬۰۰۰ نفر جمعیت دارد و ۳۵۷ متر بالاتر از سطح دریا واقع شده‌است.